# TT (노래)
〈TT〉(한국어: 티티)는 대한민국의 걸 그룹 트와이스의 노래이다. 《TWICEcoaster : LANE 1》의 타이틀 곡이며, 2016년 10월 24일 공개되었다. Sam Lewis가 작사, 블랙아이드필승의 라도가 작곡했다. 제목 'TT'는 우는 모습의 이모티콘을 표현한 것이다.
일본어 버전의 〈TT〉는 뮤직 비디오와 함께 2017년 6월 21일 공개되었다. 〈TT〉는 2020년 1월 23일 오후 9시 2분, 뮤직 비디오 조회수 5억회를 달성했다. 이는 2017년 발표 후 약 3년만의 기록이다.

## 배경 및 출시
2016년 10월 10일, JYP 엔터테인먼트는 트와이스의 컴백을 알렸다. 첫 티저는 남자아이와 여자아이가 할로윈 복장을 입고 있는 것으로 10월 20일 나왔다. 〈TT〉의 리믹스 버전은 2017년 2월 20일, 후속 앨범인 《TWICEcoaster : LANE 2》를 통해 나왔다.

## 뮤직 비디오
뮤직비디오가 유튜브에 올라온 지 24시간도 되지 않아, 500만 조회수를 달성했다. 2016년 기준으로, 40시간 내의 최대 조회수를 기록했고, 114시간만에 2000만 조회수를 기록했다. 2017년 초에는 1억 조회수를 기록했다.

## 차트
| 차트 (2016–18) | 최고 순위 |
| -------------- | --------- |
| 일본           | 1         |
| 필리핀         | 54        |
| 필리핀         | 3         |
| 대한민국       | 1         |

## 같이 보기
- 2016년 가온 디지털 차트 1위 목록